# Blondspett
Blondspett (Celeus flavescens) är en fågel i familjen hackspettar inom ordningen hackspettartade fåglar.

## Utseende
Blondspett är en stor och slående tecknad hackspett. Det tofsförsedda gula huvudet kontrasterar med huvudsakligen svart kropp varierande fjällad med gula fläckar och gul övergump. Hanen har rött mustaschstreck.

## Utbredning och systematik
Blondspett delas in i två underarter med följande utbredning:
- Celeus flavescens intercedens – förekommer i östra Brasilien (från västra Bahia till Goiás och Minas Gerais)
- Celeus flavescens flavescens – förekommer från östra Brasilien (Rio de Janeiro) till östra Paraguay och nordöstra Argentina

Tidigare behandlades ockraryggig hackspett (C. ochraceus) som underart till blondspetten.

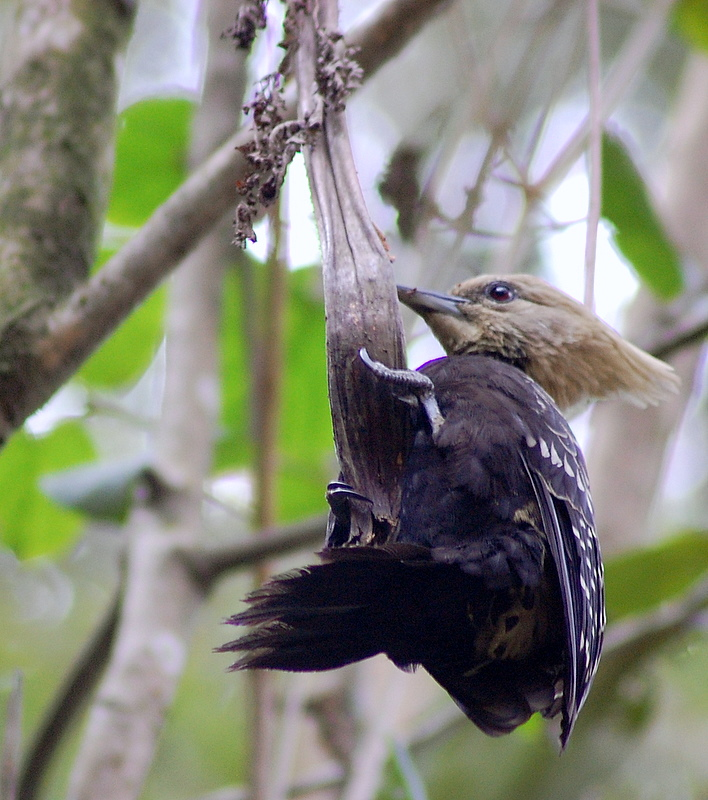
Hona

## Levnadssätt
Blond kastanjespett hittas både i fuktiga och torrare skogar, men undvikar skogens inre. Den ses även i beskogad savann.

## Status och hot
Arten har ett stort utbredningsområde, men tros minska i antal, dock inte tillräckligt kraftigt för att den ska betraktas som hotad. Internationella naturvårdsunionen IUCN listar arten som livskraftig (LC).